# جوزپه بونومی
جوزپه بونومی (انگلیسی: Giuseppe Bonomi; ۳ ژانویهٔ ۱۹۱۲ – ۲۵ دسامبر ۱۹۹۲) بازیکن فوتبال اهل ایتالیا بود.
از باشگاه‌هایی که در آن بازی کرده‌است می‌توان به باشگاه فوتبال آ.اس. رم و باشگاه فوتبال آتالانتا اشاره کرد.